# Fox-effekten
Fox-effekten er en teori indenfor politisk videnskab og medier som postulerer at den kendte internationale 24-timers nyhedskanal Fox News Channels udvikling har haft en stor indflydelse på både den amerikanske indenrigspolitik og nyhedsdækningen af FNC's amerikanske rivaler i industrien.
Fox-effekten har fået navn efter det lignende term CNN-effekten, som blev opfundet flere år tidligere og henviser til en teori indenfor politisk videnskab og medier som postulerer at CNN havde en stor indflydelse på USA's udenrigspolitik i slutningen af den kolde krig og at CNN og deres industririvaler ligeledes har haft en stor indflydelse på tiden efter den kolde krig.